# Marty Walsh
Martin Joseph Walsh (Boston, 10 de abril de 1967) é um político norte-americano do Partido Democrata que serviu como Secretário do Trabalho dos Estados Unidos no governo de Joe Biden entre 2021 e 2023. Ele também foi o 54º prefeito de Boston de 2014 a 2021. Ele foi anteriormente membro da Câmara dos Representantes de Massachusetts, servindo nesse escritório de 1997 a 2014 e representando o 13º distrito de Suffolk. A 7 de janeiro de 2021, foi anunciado que o presidente dos Estados Unidos, Joe Biden, selecionou Walsh para servir como chefe do Departamento de Trabalho dos Estados Unidos.

## Infância e juventude
Walsh nasceu em Dorchester, Boston, filho de John Walsh, um irlandês americano originalmente de Callowfeenish, uma cidade perto de Carna, County Galway, e Mary. O casal emigrou para os Estados Unidos na década de 1950 e deu à luz Marty em 1967.
Walsh cresceu na área de Savin Hill, no bairro de Dorchester, em Boston. Ele foi diagnosticado com linfoma de Burkitt aos 7 anos, forçando-o a perder a maior parte da segunda e terceira série e repetir a quinta série. Aos 11 anos, após passar por anos de quimioterapia, uma varredura não revelou vestígios do cancro. Ele foi para o ensino médio na The Newman School, e em 2009, recebeu o diploma de bacharel pelo Woods College of Advancing Studies no Boston College.

## Inicio da carreira política

### Posições sobre o trabalho
Walsh ingressou no Labourers 'Union Local 223 aos 21 anos e serviu como presidente do sindicato até se tornar prefeito de Boston.
Ele foi eleito secretário-tesoureiro e agente geral do Boston Metropolitan District Building Trades Council, um grupo sindical, no outono de 2010. Em 2011, Walsh foi nomeado chefe do Boston Building Trades, um cargo que rendia 175.000 dólares anuais de salário. Walsh renunciou ao cargo quando anunciou que estava concorrendo a prefeito em 2013.

### Representante do estado
Walsh foi eleito para a Câmara dos Representantes de Massachusetts em 1997. Ele representou o décimo terceiro distrito do condado de Suffolk, que inclui Dorchester e um distrito eleitoral em Quincy. Ele foi o presidente do Comitê de Ética, e serviu como um co-presidente do Partido Democrático de Massachusetts Labour Caucus. Durante o seu mandato, ele também atuou como co-presidente da Comissão Especial para a Reforma da Construção Pública.
A 13 de fevereiro de 2013, Walsh apresentou um projeto de lei para que a música " Roadrunner " do The Modern Lovers fosse nomeada a música rock oficial de Massachusetts.

## Secretário do Trabalho dos Estados Unidos

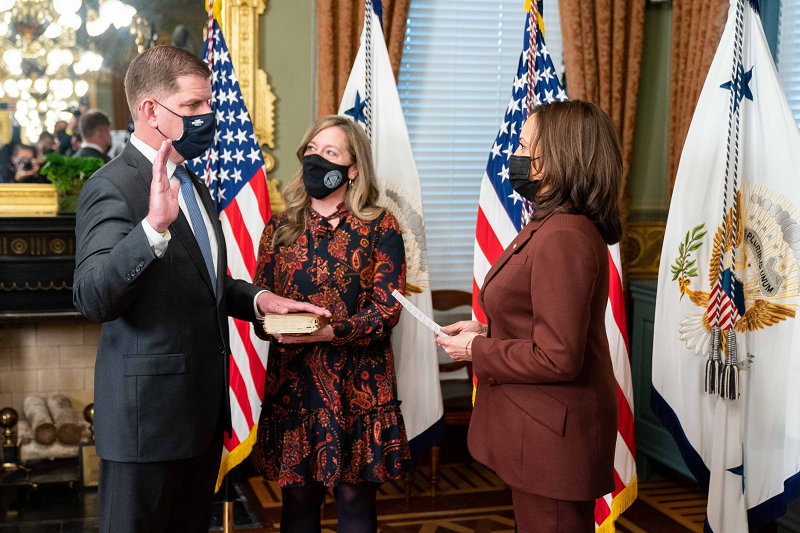
Tomada de posse de Martin Walsh, com a Vice-presidente, Kamala Harris.

A 7 de janeiro de 2021, ele foi nomeado pelo presidente eleito Joe Biden para servir como Secretário do Trabalho. A 11 de fevereiro de 2021, o Comitê de Saúde, Educação, Trabalho e Pensões do Senado dos Estados Unidos votou para mover a confirmação de Walsh para uma votação plena no Senado. A nomeação foi confirmada pelo Senado dos Estados Unidos a 22 de março de 2021, numa votação de 68–29. No dia seguinte, ele foi empossado pela vice-presidente Kamala Harris.
Demitiu-se em março de 2023 para assumir o cargo de diretor executivo da Associação Nacional de Jogadores da Liga de Hóquei.

## Vida pessoal
Walsh mora no bairro de Lower Mills, em Dorchester, com a sua namorada de longa data, Lorrie Higgins. Ele é um alcoólatra em recuperação, com mais de vinte anos de sobriedade contínua num programa de doze passos.
Walsh foi titular do ingresso para a temporada do New England Patriots do futebol americano desde que o franqueado Robert Kraft comprou o time em 1994. Ele é um católico romano.